# 꼬마탐정 가제트
꼬마탐정 가제트는 DIC 엔터테인먼트의 TV 애니메이션 시리즈이다. 이 시리즈는 1995년에 미국의 신디케이션과 프랑스의 M6에서 처음으로 방영되었다.
대한민국에서는 1999년 10월 28일부터 1999년 12월 10일까지 MBC를 통해 방영되었다.

## 등장인물
- 가제트: 이 작품의 주인공으로 꼬마형사 로보트이다.

- 헤더: 가제트의 파트너인 여자 형사이다.

- 스파이드라: 거미의 몸을 지닌 여자 악당이다.

- 보리스: 스파이드라의 직속 부하로 큰 대머리 독수리이다.

## 같이 보기
- DIC 엔터테인먼트